# Детвилер, Жан
Жан Детвилер (фр. Jean Daetwyler; 24 января 1907, Базель — 4 июня 1994, Сидерс) — швейцарский композитор.
Вырос в Бюле, с семилетнего возраста учился игре на скрипке у руководителя городского оркестра Рафаэля Радро, затем также учился играть на тромбоне. С 1927 г. совершенствовался как музыкант в Париже, в том числе под руководством Венсана д’Энди и Шарля Кеклена. В 1938 г. вернулся в Швейцарию и обосновался в Сидерсе, где возглавил муниципальный духовой оркестр, руководил также хором. В 1940—1945 гг. сочинял музыку для трансляций Радио Лозанны. В 1947 г. стоял у истоков консерватории в Сьоне и до 1972 г. преподавал гармонию и контрапункт.
Наиболее известная часть композиторского наследия Детвилера — сочинения для альпийского горна, в том числе концерт для альпийского горна и камерного оркестра, написанные для виртуоза на этом инструменте Йожефа Молнара. Среди других сочинений Детвилера — несколько программных симфоний, в том числе Лыжная симфония (1948), представленная на соревнования по музыке Летних Олимпийских игр в Лондоне, концерты для альта и тромбона с оркестром (оба 1979), многочисленные хоровые произведения, в том числе «Реквием атомной эпохе» (фр. Requiem pour les temps atomiques; 1974) для солистов, хора и оркестра, при жизни автора исполненный и записанный в сокращении под управлением автора, а к столетию композитора прозвучавший целиком.